# Drymaeus papyraceus
Drymaeus papyraceus, comumente conhecido como caracol frágil, é uma espécie de caracol terrestre tropical, um molusco gastrópode pulmonado da família Bulimulidae nativo de partes da América do Sul.

## Taxonomia e nomenclatura
A espécie foi descrita pela primeira vez em 1823 pelo zoólogo e mineralogista britânico John Mawe, que originalmente a chamou de Helix papyracea e se referiu a ela pelo nome comum "caracol frágil" (fragile snail, em inglês). Hoje, ela é classificada no gênero Drymaeus, que inclui uma grande variedade de caracóis neotropicais.

## Estado de conservação
Embora o caracol frágil ainda não tenha sido avaliado pela IUCN ou localmente no Brasil, o desmatamento na Mata Atlântica brasileira reduziu seu habitat em ao menos 72% (algumas estimativas chegam a até 84–88% de redução) desde que foi descrito no século XIX.